# شيلدون سيغال
شيلدون سيغال (بالإنجليزية: Sheldon Segal)‏ هو عالم كيمياء حيوية وضابط أمريكي، ولد في 15 مارس 1926، وتوفي في 17 أكتوبر 2009.